# Sitio de Constantinopla (1203)
El primer asedio de Constantinopla tuvo lugar en el mes de julio del año 1203 dentro del marco de la Cuarta Cruzada y terminó con el derrocamiento de Alejo III y la coronación de  Alejo IV.

## Preludio
La Cuarta Cruzada se reunió para acudir a luchar contra los infieles en Tierra Santa, sin embargo, los jefes franceses de la cruzada hicieron un trato con Venecia para el transporte, suministros y protección en el mar pero al llegar menos hombres de los esperados se dieron cuenta de que no tenían dinero suficiente para pagar.  En su marcha desde Venecia hasta Egipto, la Cuarta Cruzada se detuvo en la costa dálmata para conquistar Zara (actual Zadar).
Allí acudió en abril de 1203, el príncipe Alejo Ángelo para pedir ayuda a fin de ocupar el trono de Bizancio. En su búsqueda de dinero, los cruzados accedieron a colocar en el trono al príncipe bizantino exiliado que era hijo del emperador Isaac II, el cual había sido derrocado, encarcelado y cegado años atrás por su hermano, Alejo III.
En junio de 1203 los habitantes de Constantinopla descubrieron consternados la llegada de una formidable flota enemiga. A bordo de las galeras de la República de Venecia, se acercaba un ejército de unos 20.000 hombres compuesto por hombres de Francia, Alemania, Flandes e Italia
Los cruzados pensaban que la presencia del ejército bastaría para que los bizantinos aceptaran al príncipe desterrado como Emperador sin embargo se burlaban de él y se aprestaron a la defensa así que los cruzados decidieron hacerlo emperador por la fuerza.

## El asedio
Los muros que daban al Cuerno de Oro, el gran puerto de Constantinopla, eran accesible como zona donde se podía desembarcar y colocar escalas. Durante siglos el Cuerno de Oro había estado protegido en época de guerra por una gran cadena colgada de dos torres situadas en la boca del puerto con la que se cerraba el acceso de barcos.
Los cruzados atacaron la fortaleza de Gálata-una de las que sostenía las cadenas-. El ataque se realizó desde el mar, con la galeras venecianas remolcando barcos de transporte hasta la orilla, dadas las malas condiciones del mar. Los barcos de transporte llevaban unas rampas y al llegar a la playa descendía directamente la caballería ya montada para enfrentarse contra los bizantinos que intentaban defender la playa. Los cruzados consiguieron tomar la fortaleza entre el 5 y el 6 de julio de 1203 y destruyeron la cadena de hierro y penetraron en el Cuerno de Oro.

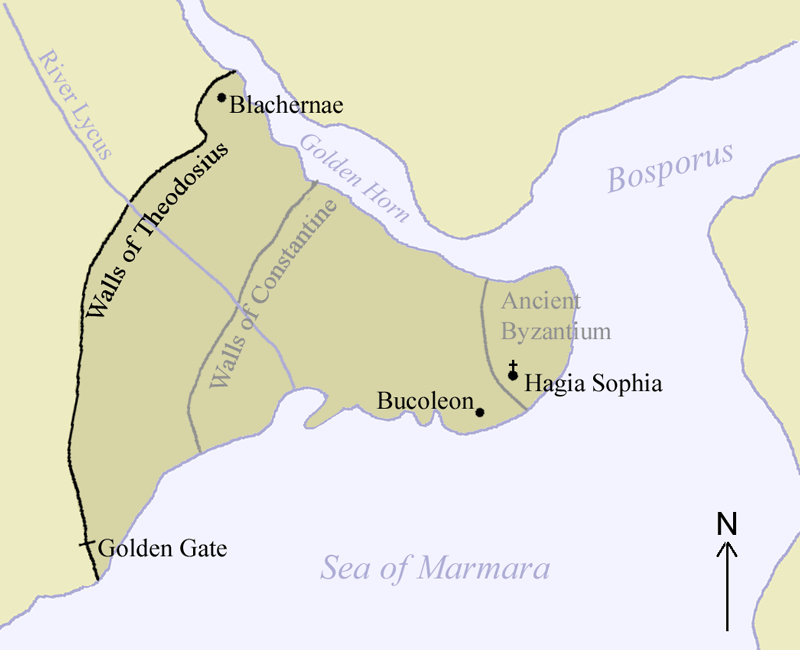
Plano de Constantinopla

Tras penetrar en el Cuerno de Oro los cruzados ya pudieron asediar la ciudad por mar y desembarcar tropas frente a las murallas del palacio de Blaquerna. La muralla de la ciudad medía 9 m de alto y estaba defendida con ballesteros y por máquinas lanza piedras.
Los cruzados dividieron sus tropas: los franceses atacaron los muros por tierra y los venecianos se acercaron por mar. Estos prepararon sus barcos con pieles por miedo al fuego griego y forraron los navíos con maderos y enredaderas para que las piedras tuvieran menos efecto. Además construyeron puentes levadizos lo suficientemente anchos para que cupieran tres hombres juntos de modo que pudieran hacerlos descender desde los mástiles de varios navíos de transporte.
El 17 de julio tuvo lugar el asalto. El dogo veneciano Enrico Dandolo mandó personalmente el asalto. Dispuso los navíos en línea con la intención de asaltar a la vez varios puntos. Al mismo tiempo un grupo que había desembarcado colocó escalas en la muralla y los mercantes bajaron los puentes sobre varias torres. Una vez en las torres, los venecianos abrieron las puertas a sus compatriotas. De esta forma, los venecianos se hicieron con un amplio sector de la muralla pero tuvieron que abandonar lo conquistado para ir a ayudar a los franceses que se habían encontrado una enconada resistencia. A pesar de todo habían vencido.

## Consecuencias del asalto
La ferocidad de los cruzados provocó el terror de Alejo III que huyó de Constantinopla con gran parte del tesoro imperial. Abandonados a su suerte, los habitantes de la ciudad liberaron a Isaac II Ángel y recibieron con todos los honores a su hijo que poco después fue coronado emperador en Santa Sofía con el nombre de Alejo IV y que gobernó colegiadamente con su padre.
Sin embargo su reinado duro pocos meses. Tras colocarlo en el trono, los cruzados exigieron el cumplimiento del pago pactado pero el emperador no pudo por falta de liquidez. La posición de Alejo IV se hizo cada vez más delicada porque los romanos lo veían como un títere de los cruzados y los cruzados se impacientaban por no cobrar. Además los intentos de Isaac y Alejo de forzar el final de Cisma entre la Iglesia Ortodoxa y la Católica fueron muy mal recibidos. 
En enero de 1204 Alejo IV fue depuesto por un noble griego llamado Alejo Ducas que se coronó con el nombre de Alejo V y los cruzados planearon una segunda conquista de la ciudad.

## En la cultura popular
El asedio y el del año siguiente son narrados gráficamente en el número 53 de la revista mexicana de historietas Epopeya, del 1 de octubre de 1962, titulado La destrucción de Bizancio.